# Melanagromyza annae
Melanagromyza annae är en tvåvingeart som beskrevs av Spencer 1964. Melanagromyza annae ingår i släktet Melanagromyza och familjen minerarflugor. Inga underarter finns listade i Catalogue of Life.